# Eticonidi
Gli Eticonidi erano un'illustre famiglia franca che ha tra i suoi ascendenti il merovingio Clotario I, figlio di Clodoveo I, re di Neustria (con capitale Soissons) dal 511 al 561 e, per tre anni, re di tutti i Franchi dal 558 al 561. Il membro più conosciuto di questa famiglia è Eticone (o Adalrico), duca della contea d'Alsazia durante la seconda metà del VII secolo.  
Eticone, anche denominato Hetti o Adalric, aveva sposato Bereswinde, cognata di Sigeberto III. Da questa unione nacque Santa Ottilia, la santa patrona dell'Alsazia. Tra gli antenati di Santa Odile:  
- Ramo materno: Fredegonda e Chilperico I, figlio di Clotario I e di Aregonda.
- Ramo paterno: Ansbert Ferréol e Blithilde, figlia di Clotario I e di Wultrade / Vulderade.

   
La casa d'Asburgo discende da questa stirpe molto prestigiosa degli Eticonidi. In via femminile anche altre prestigiose dinastie europee discendono dagli antichi duchi d'Alsazia. Capetingi, dinastia ottoniana di Sassonia, margravi di Baden (ramo cadetto della dinastia asburgica), così come la casata dei duchi di Lorena.

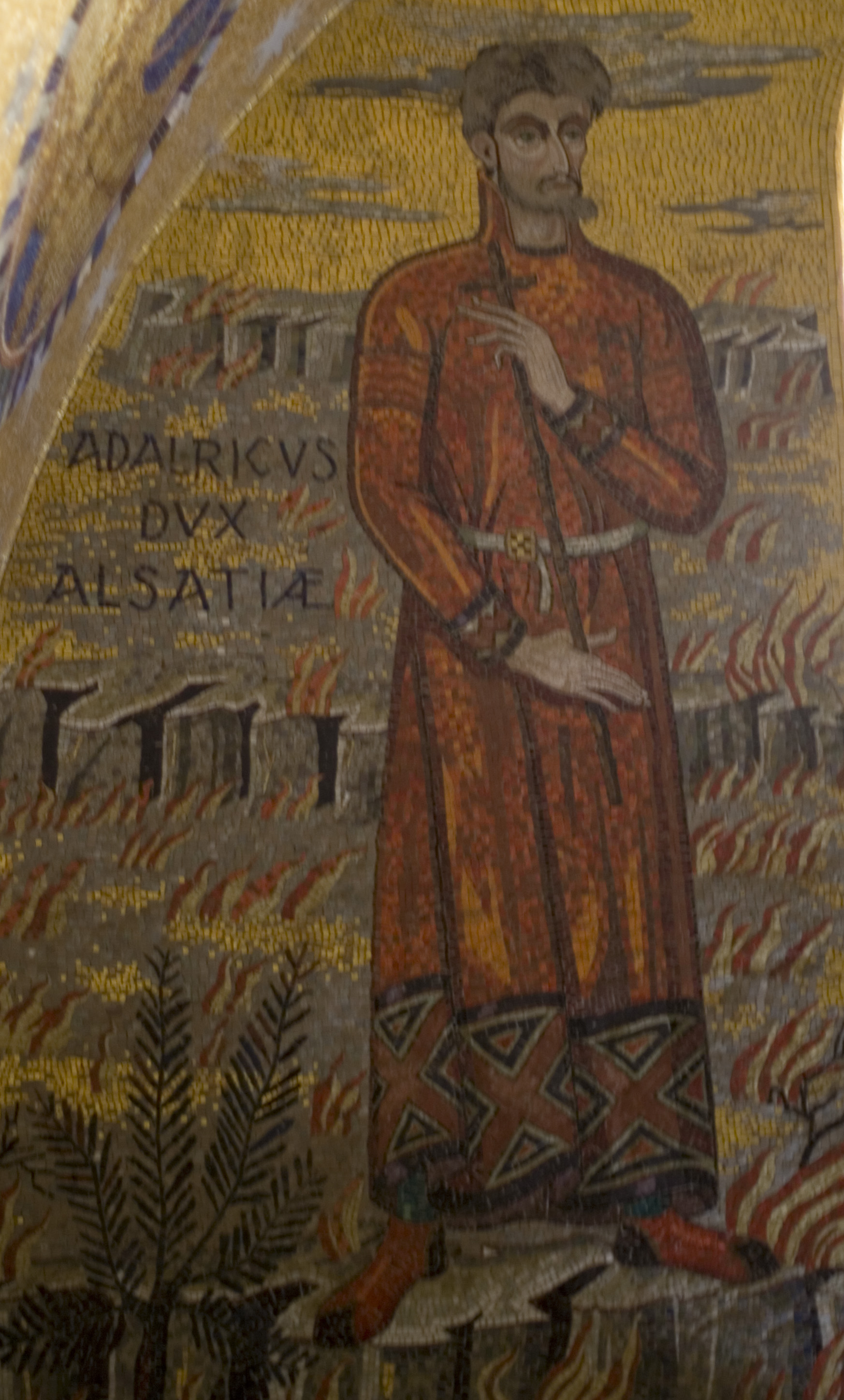
Mosaico rappresentante Adalrico d'Alsazia. Mont Sainte-Odile in Alsazia.

## Eticonidi duchi e conti d'Alsazia
(Nota: qui la numerazione dei conti è la stessa per tutti gli stati, in quanto tutti si definivano e chiamavano conti d'Alsazia, nonostante regnassero su diverse parti di terra e la sua particolare numerazione dei governanti).
| Regnante              | Regnante         | Data di nascita | Regno                      | Data di morte        | Localizzazione regno       | Consorte | Note |
| --------------------- | ---------------- | --------------- | -------------------------- | -------------------- | -------------------------- | --- | --- |
| Eticone/Adalrico      |                  | 635             | 662-690                    | 20 febbraio 690      | Alsazia                    | Berswinde circa 655; sei figli | Fondatore della dinastia e primo conte d'Alsazia |
| Adalberto I d'Alsazia |                  | 665             | 690-722                    | 722                  | Alsazia                    | Gerlinde di Pfalzel; sei figli Berlinde; due figli | Anch'egli duca della contea d'Alsazia |
| Eberardo I            |                  | ?               | 722-747                    | 747                  | Sundgau                    | Sconosciuta; un figlio | Figlio di Adalberto I, conservò Sundgau, la parte a sud dell'Alsazia. |
| Eticone II            |                  | 700             | 722-723                    | 723                  | Nordgau                    | Sconosciuta; due figli | Figlio di Eticone I, conservò Nordgau, La parte a nord dell'Alsazia. |
| Alberic I             |                  | ?               | 723-747                    | 747                  | Nordgau                    | Sconosciuta; quattro figli | Figlio di Eticone II. |
| Liutfrido I           |                  | 700             | 747-767                    | 767                  | Sundgau                    | Iltrude; due figli | Figlio di Adalberto I. |
| Rhutard I             |                  | ?               | 747-765                    | 747                  | Nordgau                    | Hirmisende; nessun figlio | Figlio di Liutfrido I, probabilmente un usurpatore. Non ebbe discendenza. Nordgau passò all'erede di Alberico, Eberardo. |
| Eberardo II           |                  | ?               | 765-777                    | 777                  | Nordgau                    | Sconosciuta; un figlio | Figlio di Alberico I. |
| Liutfrido II          |                  | 745             | 767-769 770-802            | 802                  | Sundgau                    | Iltrude di Wormsgau; quattro figli | Figlio di Liutfrido I. |
| Garin                 |                  | ?               | circa 769                  | 769?                 | Sundgau                    | Sconosciuta | Probabilmente un usurpatore, in quanto non sembra avere relazioni familiari con gli Eticonidi. |
| Pirathlion            |                  | ?               | circa 770                  | 770?                 | Sundgau                    | Sconosciuta | Probabilmente un usurpatore, in quanto non sembra avere relazioni familiari con gli Eticonidi. |
| Udalrico              |                  | ?               | 778-804                    | 804?                 | Nordgau                    | Sconosciuta | Probabilmente un usurpatore, in quanto non sembra avere relazioni familiari con gli Eticonidi. |
| Ruthelin              |                  | ?               | 805-circa 810?             | prima del 817?       | Nordgau                    | Sconosciuta | Probabilmente un usurpatore, in quanto non sembra avere relazioni familiari con gli Eticonidi. |
| Erchangaire           |                  | ?               | circa 810?-817             | 817?                 | Nordgau                    | Sconosciuta | Probabilmente un usurpatore, in quanto non sembra avere relazioni familiari con gli Eticonidi. |
| Wuorand               |                  | ?               | 817                        | 817?                 | Nordgau                    | Sconosciuta | Probabilmente un usurpatore, in quanto non sembra avere relazioni familiari con gli Eticonidi. |
| Ugo I                 |                  | circa 760       | 802-837                    | 20 ottobre 837       | Sundgau                    | Ava di Morvois; quattro figli | Figlio di Liutfrido II. |
| Eberardo III          |                  | ?               | 817-864                    | 864                  | Nordgau                    | Sconosciuta; un figlio | Figlio di Eberardo II. |
| Liutfrido III         |                  | ?               | 837-864                    | 864                  | Sundgau                    | Sconosciuta; due figli | Figlio di Ugo I. |
| Adalberto II          |                  | ?               | 864-898                    | 864                  | Nordgau                    | Sconosciuta | Probabilmente un usurpatore. |
| Ugo II                |                  | ?               | 864-880                    | 880                  | Sundgau                    | Sconosciuta; nessun figlio | Figlio di Liutfrido III, non ebbe discendenti. Gli successe il fratello Liutfrido. |
| Liutfrido IV          |                  | ?               | 880-910                    | 910                  | Sundgau                    | Sconosciuta; un figlio | Figlio di Liutfrido III. |
| Eberardo IV           |                  | 840             | 898-910                    | 910                  | Nordgau                    | Adelinda; due figli | Figlio di Eberardo III. |
| Liutfrido V           |                  | ?               | 910-938                    | 938                  | Sundgau                    | Sconosciuta; un figlio | Figlio di Liutfrido III, non ebbe discendenti. Gli successe il fratello Liutfrido. |
| Ugo III               |                  | ?               | 910-940                    | 940                  | Nordgau                    | Adelinda; due figli | Fratello di Eberardo IV. Conosciuto anche come Ugo III. |
| Guntram il Ricco      |                  | circa 920       | 938-954                    | 20 marzo 973         | Sundgau                    | Sconosciuta; un figlio | Figlio di Ugo III, regnò su Sundgau per un certo periodo, prima di restituirlo all'erede di Liutfrido V. Guntram fu il nonno di Radbot, conte d'Asburgo, fondatore della dinastia degli Asburgo. |
| Ugo IV                |                  | ?               | 940-959                    | 959                  | Nordgau                    | Sconosciuta | Conosciuto anche come Ugo IV. |
| Liutfrido VI          |                  | ?               | 954-977                    | 977                  | Sundgau                    | Sconosciuta; un figlio | Figlio o fratello di Liutfrido V. |
| Eberardo V            |                  | ?               | 959-973                    | 18 dicembre 973      | Nordgau                    | Liutgarda di Lotaringia; un figlio | Fratello di Ugo II. |
| Ugo V Raucus          |                  | ?               | 973-986                    | 986                  | Nordgau                    | Sconosciuta | Fratello di Eberardo IV. |
| Liutfrido VII         |                  | ?               | 977-circa 1003             | circa 1003?          | Sundgau                    | Sconosciuta; un figlio | Figlio di Liutfrido VI. Non ebbe discendenza. In questo frangente, la contea sembrava essere tornata ad essere un dominio non ereditario, retta da nobile che sembra non avessero alcun rapporto con gli Eticonidi. - circa 1003: Ottone I - circa 1027: Giselberto - circa 1048: Berengario - circa 1052: Cuno - circa 1063: Rodolfo - circa 1084: Enrico Poi il Sundgau potrebbe essere stato dato agli Asburgo. |
| Eberardo VI           |                  | ?               | 986-1016                   | 1016                 | Nordgau                    | Berta; nessun figlio | Non ebbe discendenza. |
| Ugo VI                |                  | circa 970       | 1000-1016                  | 1048                 | Eguisheim-Dagsburg         | Edvige di Dabo; otto figli | Acquisì Eguisheim e, per matrimonio, Dagsburg. Tra i suoi figli c'era Bruno di Eguisheim-Dagsburg. Dopo la morte del fratello, nel 1016, fu l'erede di Nordgau, che fu annessa a Eguisheim. |
| Ugo VI                | 1016-circa 1030? | circa 970       | Eguisheim-Dagsburg-Nordgau | 1048                 |                            | Edvige di Dabo; otto figli | Acquisì Eguisheim e, per matrimonio, Dagsburg. Tra i suoi figli c'era Bruno di Eguisheim-Dagsburg. Dopo la morte del fratello, nel 1016, fu l'erede di Nordgau, che fu annessa a Eguisheim. |
| Ugo VI                | circa 1030-1038  | circa 970       | Nordgau                    | 1048                 |                            | Edvige di Dabo; otto figli | Acquisì Eguisheim e, per matrimonio, Dagsburg. Tra i suoi figli c'era Bruno di Eguisheim-Dagsburg. Dopo la morte del fratello, nel 1016, fu l'erede di Nordgau, che fu annessa a Eguisheim. |
| Ugo VI                | 1038-1046        | circa 970       | Eguisheim-Nordgau          | 1048                 |                            | Edvige di Dabo; otto figli | Acquisì Eguisheim e, per matrimonio, Dagsburg. Tra i suoi figli c'era Bruno di Eguisheim-Dagsburg. Dopo la morte del fratello, nel 1016, fu l'erede di Nordgau, che fu annessa a Eguisheim. |
| Gebeardo I            |                  | ?               | circa 1030?-1038           | 1038                 | Eguisheim                  | Petronice di Lorena; nessun figlio | Non ebbe discendenti. Eguisheim tornò a suo fratello. |
| Ugo VII               |                  | ?               | circa 1030?-1046           | 18 novembre 1049     | Dagsburg                   | Matilde d'Eename; due figli | Ereditò Dagsburg, e dopo la morte di suo fratello, la riunì con Eguisheim. |
| Ugo VII               | 1046-1049        | ?               | Eguisheim-Dagsburg-Nordgau | 18 novembre 1049     |                            | Matilde d'Eename; due figli | Ereditò Dagsburg, e dopo la morte di suo fratello, la riunì con Eguisheim. |
| Enrico I              |                  | ?               | 1049-1065                  | 28 giugno circa 1065 | Eguisheim-Dagsburg-Nordgau | Sconosciuta; circa 1040 quattro figli | |
| Gebeardo II           |                  | ?               | 1065                       | circa 1100?          | Nordgau                    | Riccarda; quattro figli | |
| Gebeardo II           | 1098-circa 1100? | ?               | Eguisheim                  | circa 1100?          |                            | Riccarda; quattro figli | |
| Hugh VIII             |                  | ?               | 1065-1089                  | 5 settembre 1089     | Dagsburg-Nordgau           | Matilde di Montbéliard; nessun figlio | Ereditò Dagsburg e Nordgau. Fu espropriato di Nordgau dall'imperatore Enrico IV di Franconia, durante la lotta per le investiture, e fu ucciso nel tentativo di recuperarlo. Alla sua morte, senza discendenti, il fratello ereditò solo Dagsburg. |
| Alberto I             |                  | ?               | 1065-1089                  | 24 agosto 1098       | Eguisheim                  | Edvige; nessun figlio Ermesinda di Lussemburgo; 1096, Longwy due figli                                                                                           | |
| Alberto I             | 1089-1098        | ?               | Dagsburg-Eguisheim         | 24 agosto 1098       |                            | Edvige; nessun figlio Ermesinda di Lussemburgo; 1096, Longwy due figli                                                                                           | |
| Ugo IX                |                  | ?               | 1098-1137                  | 1137                 | Dagsburg                   | Gertrude di Loon; tre figli | Conosciuto anche come Enrico Ugo. |
| Edvige                |                  | ?               | circa 1100?-1126           | 1126                 | Eguisheim                  | Gerardo I, conte di Vaudémont; 1080 quattro figli | Dopo la sua morte Eguisheim passò alla linea Vaudémont del casato di Lorena. |
| Ugo X                 |                  | ?               | 1137-1175                  | 1175                 | Dagsburg                   | Liutgarda di Sulzbach; dopo il 1142 quattro figli | Conosciuto anche come Enrico Ugo |
| Alberto II            |                  | ?               | 1175-1212                  | 1212                 | Dagsburg                   | Gertrude di Baden; 1180 tre figli | Anche conte di Moha. |
| Gertrude              |                  | circa 1190      | 1212-1225                  | 1225                 | Dagsburg                   | Teobaldo I, duca di Lorena; 1215 nessun figlio Teobaldo I di Navarra; 1217 (matrimonio annullato nel 1223) nessun figlio Simone di Leiningen; 1224 nessun figlio | Senza eredi, dopo la sua morte Dagsburg passò alla dinastia Leiningen. |